# Синдром мышечной скованности
Синдром мышечной скованности (англ. stiff-person syndrome, иногда англ. Moersch-Woltmann syndrome, stiff-man syndrome, stiff-trunk syndrome) — крайне редкий неврологический синдром неясной этиологии, при котором у пациента нарастает общая скованность мышц (повышение мышечного тонуса, болезненные спазмы).
Впервые синдром был описан в 1956 году.

## Причины
Причины синдрома до конца не ясны. У пациентов часто обнаруживаются антитела к ГАМК-синтезирующему ферменту глутаматдекарбоксилазе (GAD65), однако эта находка является характерной не только для данного синдрома — антитела к GAD отмечаются и у больных диабетом, и при судорожных расстройствах, хотя они, возможно, связываются с разными эпитопами.
По данным одного небольшого исследования с использованием МР-спектроскопии, у пациентов снижено содержание ГАМК в сенсоримоторной коре мозга.
Примерно у 10 % пациентов комплекс характерных симптомов развивается в рамках паранеопластического синдрома, ассоциированного с наличием антител к амфифизину.

## Течение заболевания
На ранней стадии обычно бывают легко поражены аксиальные мышцы (скелетные мышцы головы и туловища), жалобы и симптомы не позволяют уверенно поставить диагноз. Может наблюдаться выраженная прямая поза тела, пациент может предъявлять жалобы на дискомфорт и скованность по всей спине, усиливающиеся при напряжении или стрессе. Может быть нарушен сон: при переходе от REM-фазы к фазам 1 и 2 дезингибирование спазматической активности приводит к пробуждению. Иногда уже на ранней стадии могут наблюдаться тяжёлые приступы, длящиеся от нескольких часов до нескольких дней и проходящие спонтанно. Подобное развитие событий зачастую объясняется «психогенными механизмами» и откладывает правильную диагностику и терапию; так, в одном исследовании восьми пациентов отмечается, что все они изначально получили диагноз «истерического тревожного невроза».
При развитии расстройства начинают напрягаться проксимальные мышцы конечностей, особенно в моменты испуга, удивления, печали, иной стимуляции. Крайне болезненные спазмы, возникающие при этом, затем медленно спадают. Стремясь избежать обострения, следующего за резкими движениями, пациент начинает передвигаться по возможности медленней. Со временем и дистальные (окраинные) мышцы конечностей начинают напрягаться при быстрых движениях. Отмечается выраженный поясничный лордоз, сопровождаемый сокращением брюшных мышц. У пациента может развиться депрессия, резко падает качество жизни из-за неспособности человека водить машину, работать, поддерживать прежний уровень общения.
На последних стадиях спазмы и скованность охватывают подавляющую часть мышц. Не отмечается тризма (судорог жевательной мускулатуры), однако поражены мышцы лица и глотки. Тяжелые спазмы могут приводить к переломам, деформациям суставов, разрывам мышц. После хирургических вмешательств с разрезами в области живота высок риск спонтанных разрывов ткани. Пациенту становится крайне сложно есть, передвигаться и выполнять другие необходимые для поддержания жизни действия.

## Терапия
Обычно назначается баклофен либо бензодиазепины. Возможно использование тизанидина как менее седативного средства, хотя исследований его эффективности при синдроме нет. Описаны попытки назначения антиэпилептических препаратов, дантролена, барбитуратов, опять же без клинических испытаний. Описан один случай, когда состояние пациента неожиданно и кардинально улучшилось при назначении пропофола. Также имеются данные об эффективности плазмафереза. Клинические симптомы редуцируют. Эффект длится около 2-х недель.